# تپه قلاکهنه پیرآسان
تپه قلا کهنه پیرآسان مربوط به سدهٔ ۶ تا ۸ ه.ق است و در شهرستان بوکان، بخش مرکزی، دهستان آختاچی، روستای تازه قلا واقع شده و این اثر در تاریخ ۷ اسفند ۱۳۸۵ با شمارهٔ ثبت ۱۷۶۵۸ به‌عنوان یکی از آثار ملی ایران به ثبت رسیده است.